# Tulsi Gabbard
Tulsi Gabbard (Leloaloa, Samoa Nord-americana, 12 d'abril de 1981) és una política americana que ocupa el càrrec de Directora Nacional d'Intel·ligència des del 20 de gener de 2025 en el govern de Donald Trump.
congressista pel 2n districte congressual de Hawaii des del 2013. És membre del Partit Demòcrata, fou vicepresidenta del Comitè Nacional Demòcrata fins al 28 de febrer de 2016, quan va dimitir per tal de donar suport al senador Bernie Sanders en les primàries demòcrates presidencials de 2016. Va ser elegida el 2012, és la primera congressista amb orígens a Samoa i primera hindú del Congrés dels Estats Units.
Gabbard va servir com a metge de camp a la Hawaii Army National Guard en una zona de combat a l'Iraq del 2004 al 2005 i posteriorment va ser destinada a Kuwait. Abans havia estat membre de la Cambra de Representants de Hawaii del 2002 al 2004. Quan va ser elegida a la Cambra de Representants de Hawaii amb 21 anys, era la dona més jove mai elegida en una legislatura de nivell estatal dels EUA. Dona suport al dret a l'avortament, Medicare for All, s'oposa a l'TPP, vol restaurar la Llei Glass-Steagal, i va canviar de postura i es va posicionar a favor del matrimoni homosexual el 2012. És crítica envers certs aspectes de la política exterior nord-americana a l'Iraq, Líbia i Síria. És contrària a fer caure el president sirià Baixar al-Àssad.
L'11 de gener de 2018 anuncià la seva candidatura a la nominació demòcrata per la presidència dels Estats Units de 2020.
L'octubre del 2019 ha estat acusada per Hillary Clinton d'actuar, conjuntament amb la candidata ecologista Jill Stein a favor dels interessos del govern rus.